# Kościół św. Ottona Biskupa w Grzymiradzu
Kościół pw. św. Ottona Biskupa w Grzymiradzu – kościół filialny parafii Narodzenia Najświętszej Marii Panny w Smolnicy.

## Opis
Kościół orientowany, na rzucie prostokąta, zbudowany z nieregularnych kamieni narzutowych i cegły, korpus przykryty dachem dwuspadowym, z niską sygnaturką przy szczycie zachodnim.

## Historia
Pierwotna konstrukcja pochodzi z I poł. XIV w. (przed 1333 r.). Późniejsze przeróbki zmieniły świątynię w budowlę barokową. W 1493 r. wymieniony jako kościół parafialny pod patronatem Georga von der Marwitz. W 1797 r. zbudowano ryglową wieżę i ufundowano bogate wyposażenie wnętrza. W kościele znajdował się ołtarz szafkowy pochodzący z przełomu XIV/XV w., wystrój stanowiły drewniane rzeźby z początku XVI w. oraz ławki kolatorskie z XVII w. W XIX w. dobudowano zakrystię. 25 grudnia 1945 r. został spalony i następnie wysadzony w powietrze przez Armię Czerwoną, pozostały tylko ściany obwodowe. W 1980 r. na tymczasową kaplicę parafii św. Apostołów Piotra i Pawła z Dębna przeznaczono remizę strażacką. Proboszcz tej parafii, Stanisław Sadowski, wykupił w 1982 r. plac przy kościele wraz z ruinami zniszczonego kościoła. Podobnie jak w Smolnicy, prace rekonstrukcyjne z udziałem mieszkańców podjęto w 1984 r. pod nadzorem salezjanina ks. Wiesława Dąbrowskiego. Konsekracja kościoła nastąpiła 30 czerwca 1985 r.